# Euphorbia clava
Euphorbia clava Jacq. es una especie fanerógama perteneciente a la familia Euphorbiaceae. Es endémica de Sudáfrica.  

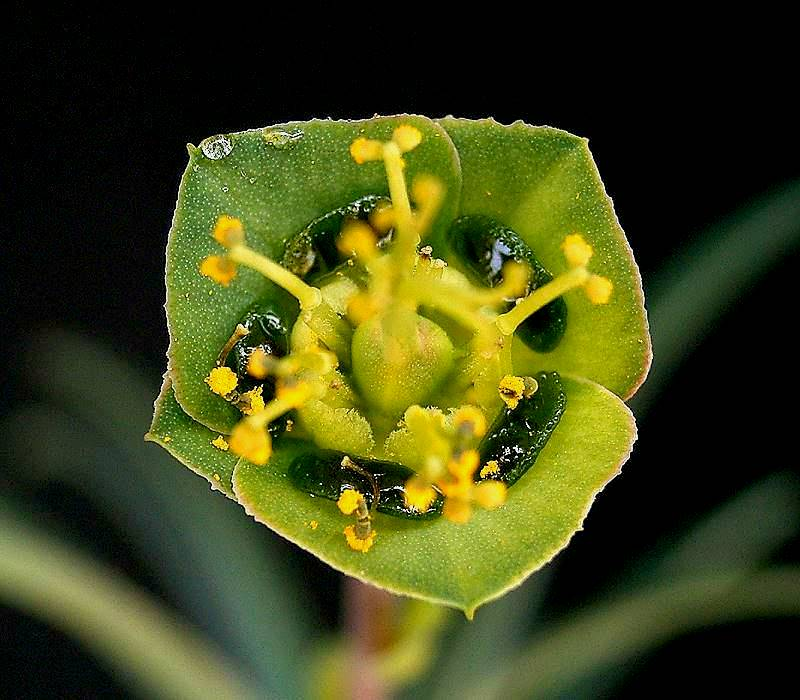
Ciato

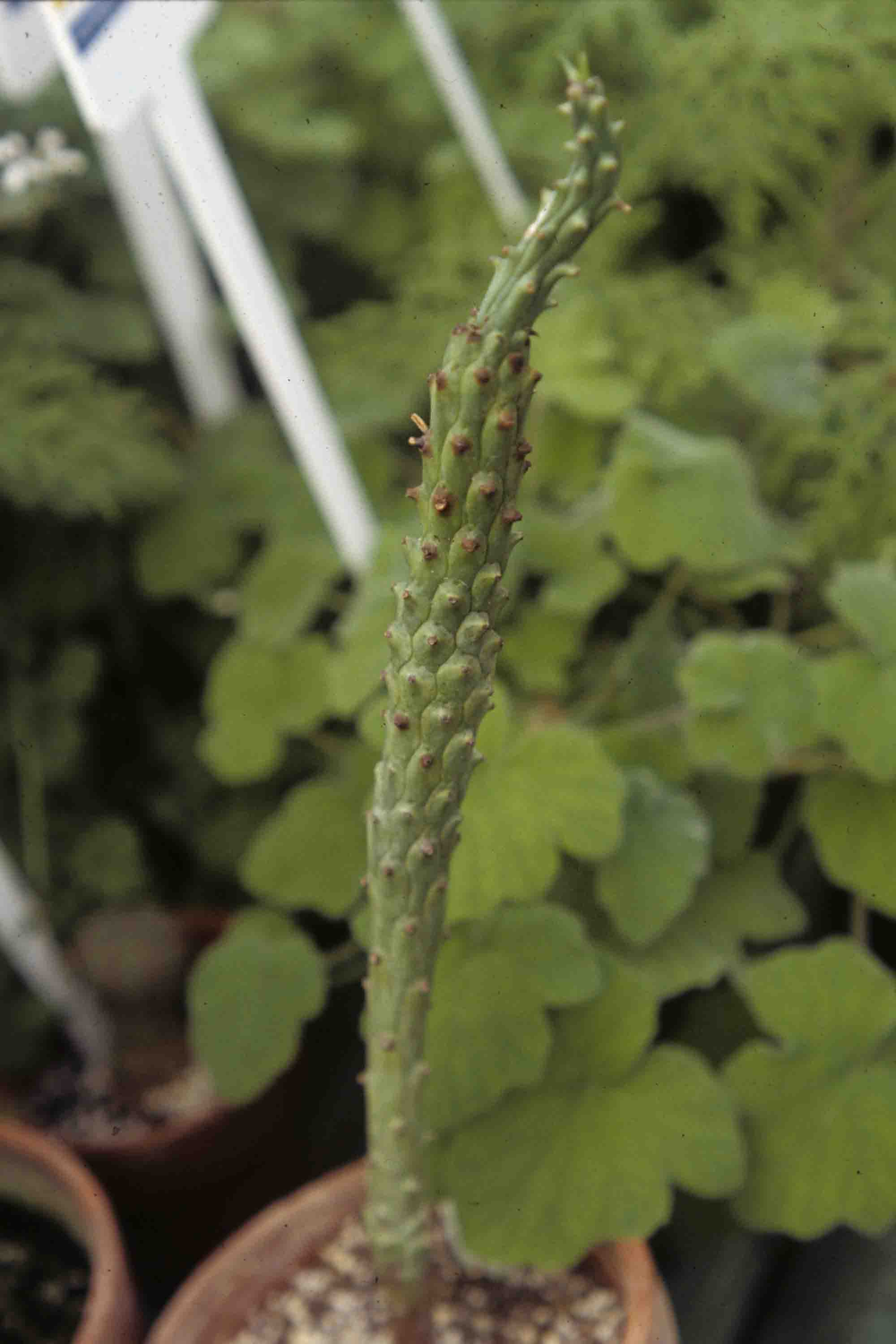
Vista de la planta

## Descripción
Tiene el tallo erecto, simple y columnar cuando es joven, después se ramifica,  con una larga parte cónica basal, ramas erguidas, subparalelas, cilíndricas, cubiertas con  tubérculos cónicos hexagonales. Con hoja caduca. Inflorescencias en pedúnculos solitarios en las axilas de las hojas, con 3-6 brácteas  dispersas a lo largo de ellas y una espiral de 3 formando una copa alrededor del solitario involucro en su ápice, sin espinas. El fruto en forma de cápsula con semillas  elipsoides  de color marrón oscuro.

## Taxonomía
Euphorbia clava fue descrita por Nikolaus Joseph von Jacquin y publicado en Icones Plantarum Rariorum 1: 9. 1784.
Etimología
Euphorbia: nombre genérico que deriva del médico griego del rey Juba II de Mauritania (52 a 50 a. C. - 23), Euphorbus, en su honor – o en alusión a su gran vientre –  ya que usaba médicamente Euphorbia resinifera. En 1753 Carlos Linneo asignó el nombre a todo el género.
clava: epíteto latino que significa "bastón nudoso".
Sinonimia
- Euphorbia canaliculata Lam.
- Euphorbia clavata Salisb.
- Euphorbia coronata Thunb.
- Euphorbia haworthii Sweet
- Euphorbia radiata E.Mey. ex Boiss.
- Treisia clava (Jacq.) Haw.[5][6]